# Blanca của Navarra, Công tước phu nhân xứ Bretagne
Blanca của Navarra (tiếng Pháp: Blanche de Navarre; 1226 – 12 tháng 8 năm 1283), còn được gọi là Blanca xứ Champagne (tiếng Pháp: Blanche de Champagne), là con gái của Thibaut I, Vua của Navarra và Bá tước Champagne, và người vợ thứ hai Agnes xứ Beaujeu. Bà là một thành viên của Gia tộc Champagne. Sau khi kết hôn với Jean I xứ Bretagne, bà trở thành Nữ công tước xứ Bretagne.

## Cuộc sống
Blanca ban đầu được hứa hôn với Otton III xứ Bourgogne; hợp đồng hôn nhân được ký kết vào ngày 16 tháng 1 năm 1236. Tuy nhiên, hôn ước bị phá vỡ.
Thay vào đó, Blanca đã kết hôn vào năm 1236 với Jean I xứ Bretagne: Lý do chính khiến ông kết hôn với Blanca là để ông có được Navarra, và Thibaut đã khiến Jean trở thành người thừa kế ngai vàng. Tuy nhiên, Jean đã từ bỏ yêu sách sau khi vương hậu Marguerite xứ Bourbon sinh cho Thibaut hai con trai.

## Hôn nhân và con cái
Blanca và Jean có:
- Jean[2]
- Pierre (2 tháng 4 năm 1241–Paris, 19 tháng 10 năm 1268), Lãnh chúa Hade
- Alix xứ Bretagne, Quý cô Pontarcy
- Theobald (1245–1256), chết trẻ
- Theobald (chết ngay sau khi sinh)
- Eleanor (1248), chết trẻ
- Nicholas (1249–1261), chết trẻ
- Robert (1251–1259), chết trẻ[3]

Trong số tám người con của họ, chỉ có ba người con đầu của họ sống đến tuổi trưởng thành.
Năm 1270, Blanca thành lập Tu viện de la Joie gần Hennebont; sau đó bà đã được chôn cất ở đó. Bà mất năm 1283; chồng bà sống lâu hơn bà 3 năm. Blanche sống lâu hơn sáu trong số tám người con của bà.